# Jaap Goedegebuure
Jacob Leendert (Jaap) Goedegebuure (Sint-Annaland, 24 september 1947) is een Nederlands neerlandicus en literatuurcriticus.

## Leven en werk
Goedegebuure behaalde het diploma gymnasium alfa aan het Stedelijk Gymnasium Middelburg en studeerde Nederlandse taal- en letterkunde aan de Universiteit Leiden en algemene literatuurwetenschap aan de Universiteit Utrecht. Hij promoveerde in 1981 in Leiden bij H.A. Gomperts op het werk van de dichter Hendrik Marsman met het proefschrift Op zoek naar een bezield verband. Van 1981 tot 1998 was hij literatuurcriticus bij het opinieweekblad Haagse Post, later HP/De Tijd, totdat hij werd opgevolgd door columnist Max Pam. Hij schreef ook recensies voor andere dag- en weekbladen, zoals NRC Handelsblad, Hollands Diep, De Volkskrant, Het Financieele Dagblad, Trouw en De Gemeenschappelijke Persdienst van de regionale kranten. Van 1976 tot 1982 was hij redacteur van het literaire tijdschrift Tirade. Goedegebuure was van 1986 tot 2005 hoogleraar aan de Universiteit van Tilburg. Daarnaast gaf hij van 2003 tot 2006 colleges aan de Radboud Universiteit te Nijmegen als bijzonder hoogleraar monumentaal literair erfgoed. In 2005 volgde hij Ton Anbeek op als hoogleraar moderne Nederlandse letterkunde aan de Universiteit Leiden, de titel van zijn oratie was Het mythische substraat. Verhaalpatronen in de Nederlandse literatuur van de twintigste eeuw. In 2012 ging hij met emeritaat, op 14 december 2012 sprak hij zijn afscheidsrede Het pernicieuze slot uit. Ook werd de afscheidsbundel Strijd! Polemiek en conflict in de Nederlandse letteren gepubliceerd. Zijn opvolger was Yra van Dijk. 
Hij toont zich een bewonderaar van het werk van onder anderen Gerard Reve, W.F. Hermans, Hugo Claus, Menno ter Braak, Frans Kellendonk en E. du Perron. In 1999 publiceerde hij Zee, berg, rivier, de biografie van Hendrik Marsman, in 2018 een biografie van Frans Kellendonk. Over zijn werk als criticus zei hij ooit: "Criticus is een ongezellig beroep. Je moet je vrienden niet in de literatuur zoeken. Schrijvers hebben een groot ego."